# TC Altenstadt
Der Tennis Club Altenstadt, auch TC Altenstadt oder TCA genannt, ist ein Österreichischer Tennisverein, dessen Anlage sich seit 2001 in Feldkirch-Altenstadt (Vorarlberg) befindet. Der Club gehört dem Österreichischen Tennisverband (ÖTV) und dem Vorarlberger Tennisverband (VTV) an.

## Geschichte und Anlage
Der TC Altenstadt wurde 1966 gegründet und konnte 1968 seinen ersten Tennisplatz eröffnen und 1971 um einen zweiten Platz erweitern.
Aktuell umfasst die Anlage sechs Freiplätze mit Sandbelag, von denen vier Plätze im Winter mittels Traglufthalle ebenfalls zur Verfügung stehen, und ein ausgebautes Clubhaus.

## Spielbetrieb
Der TC Altenstadt hat im Jahr 2019 mit insgesamt 14 Mannschaften am Mannschaftsspielbetrieb des Österreichischen Tennisverbands teilgenommen.
Die erste Herrenmannschaft spielte 2018 in der österreichischen Tennis-Bundesliga. Die Mannschaft stieg allerdings sieglos wieder ab, schaffte aber im Folgejahr den direkten Wiederaufstieg.

## Erfolge
Der größte Erfolg des Vereins ist der Gewinn der österreichischen Staatsmeisterschaft durch die Damenmannschaft im Jahr 2006 sowie der Vize-Staatsmeisterschaften im Jahr 2005.
Der TC Altenstadt konnte bislang elf VMM-Landesmeistertitel (Herren und Damen) gewinnen und ist somit der Club mit den drittmeisten VMM-Landesmeistertiteln hinter dem TC Bregenz (15 VMM-Landesmeistertitel) und dem TC Dornbirn (29 VMM-Landesmeistertitel).

## Ehrenpräsidenten und Ehrenmitglieder
Der Verein hat aktuell drei Mitglieder zu Ehrenpräsidenten und sieben zu Ehrenmitgliedern ernannt. Ehrenpräsidenten des Vereins sind:
| Name                  | Aufgaben beim TC Altenstadt                                                                          |
| --------------------- | --- |
| Karlheinz Schädler    | 1966–1968 Vizepräsident, 1969–1986 Präsident                                                         |
| Günter Wiesinger      | 1966–1975 sportlicher Leiter, 1976–1986 Vizepräsident, 1986–1992 Präsident                           |
| Walter Wiesinger jun. | 1985–1992 Sportlicher Leiter, 1993–1994 Vizepräsident, 2004–2006 Administration, 1995–2008 Präsident |